# Bellevalia macrobotrys
Bellevalia macrobotrys là một loài thực vật có hoa trong họ Măng tây. Loài này được Boiss. mô tả khoa học đầu tiên năm 1854.